# Linguistica Silesiana
Linguistica Silesiana – wydawane od 1975 czasopismo naukowe Komisji Językoznawstwa Oddziału PAN w Katowicach. Zawiera artykuły w językach: angielskim, niemieckim, rosyjskim, francuskim, okazjonalnie również w innych językach.
Redakcja mieści się w Instytucie Języka Angielskiego Uniwersytetu Śląskiego w Sosnowcu. Pierwszym redaktorem naczelnym był Kazimierz Polański, od numeru 31 z 2010 funkcję tę pełni Rafał Molencki.